# Шенк, Роберт
Роберт Камминг Шенк (англ. Robert Cumming Schenck) (4 октября 1809 — 23 марта 1890) — американский политик, генерал армии Союза во время Гражданской войны в США, дипломатический представитель в Бразилии и Великобритании. Участвовал в первом и втором сражениях при Бул-Ране и в кампании в долине Шенандоа. Его старший брат, Джеймс Файндлей Шенк, был контр-адмиралом американского флота.

## Ранние годы
Шенк родился во Франклине, округ Уоррен, штат Огайо, в семье Уильяма Корениуса Шенка (1773—1821) и Элизабет Роджерс (1776—1853). Уильям Шенк происходил из знатной голландской фамилии и родился в штате Нью-Джерси, в округе Монмут. Он торговал землей и был одним из ранних поселенцев в Огайо, участвовал в войне 1812 года и дослужился до звания генерала. Он умер, когда Роберту было всего 12 лет, и Роберт попал под попечительство генерала Джеймса Финдли.
В 1824 году Шенк поступил в Университет Майами (Огайо) и в 1827 окончил его с отличием, получив звание бакалавра. Он остался в Оксфорде, изучая латынь и французский в качестве тьютора. В 1830 году он получил степень мастера искусств.
Шенк начал изучать право и в 1831 году был допущен к юридической практике. Он переселился в Дэйтон, Огайо, где стал адвокатом и вместе с Джозефом Хелси Крейном открыл фирму «Crane and Schenck». 21 августа 1834 года Шенк женился на Ренелше Смит (1811—1849). У них было шесть детей, все девочки. Трое умерли в детстве, трое пережили отца. Жена умерла в 1849 году от туберкулеза.
Шенк занялся политикой в 1838 году, когда неудачно избирался в легислатуру штата. Во время президентской кампании 1840 года он заслужил репутацию способного оратора, выступая на стороне партии вигов. Он был избран в Конгресс США в 1843 и потом был переизбран в 1845, 1847 и 1849. Шенк выступал против войны с Мексикой, считая эту войну агрессией, способствующей распространению рабства.

## Гражданская война
После падения Самтера Шенк предложил свои услуги президенту. Позже он так описывал свою встречу с Линкольном:

Линкольн послал за мной и спросил: «Шенк, чем вы можете мне помочь?» Я сказал: «Чем угодно. Я с радостью вам помогу». Он спросил: «Вы умеете воевать?» Я ответил: «Я попробую». Линкольн сказал: «Хорошо. Я хочу сделать из вас генерала». Я ответил: «Я об этом ничего не знаю, мистер президент, вы можете назначить меня генералом, но не уверен, что из меня он получится». Тогда он так и поступил, и я пошёл на войну.
Шенк стал бригадным генералом добровольческой армии США. Он стал одним из так называемых генералов-политиканов, а которых косо смотрели профессиональные военные. Летом 1861 года его бригада имела следующий вид:
- 2-й Нью-Йоркский пехотный полк ополчения (командир: полковник Джордж Томпинс);
- 1-й Огайский пехотный полк (командир: полковник Александр Маккук[англ.])
- 2-й Огайский пехотный полк (командир: подполковник Родни Мэйсон);
- 1-й артиллерийский регулярный полк, рота G (командир: лейтенант Питер Хэйнс);
- 2-й артиллерийский регулярный полк, рота E (командир: капитан Джеймс Карлайл).

Первым боевым опытом в карьере Шенка стало сражение при Вьенне («Вьеннский инцидент»).
21 июля 1861 года Шенк принял участие в Первом сражении при Булл-Ран, где командовал бригадой в дивизии Даниеля Тайлера. Дивизии Тайлера было приказано привлечь к себе внимание противника у Каменного моста через Булл-Ран, а бригада Шенка наступала в авангарде дивизии. Около 06:00 солдаты Шенка сделали первые выстрелы в этом сражении, вступив в перестрелку с бригадой Натана Эванса.
Когда сражение было проиграно, и солдаты стали покидать поле боя, части бригады Шенка вместе с регулярами Джорджа Сайкса сохранили боеспособность и прикрывали беспорядочное отступление федеральной армии.
В 1862 году Шенк участвовал в кампании в долине Шенандоа против генерала Томаса Джексона. 8 мая он атаковал позиции Джексона во время сражения при Макдауэлле, но успеха не достиг. Во время сражения при Кросс-Кейс бригада Шенка стояла на правом фланге армии Фримонта и снова без успеха атаковала позиции противника.
В июне армия Фримонта была переименована в I корпус и включена в Вирджинскую армию Джона Поупа, однако Фримонт отказался служить в подчинении Поупа и уволился. С 28 по 30 июня Шенк временно командовал корпусом, который потом был передан Францу Зигелю, а Шенк стал дивизионным командиром.